# The Good Times and the Bad Ones
The Good Times and the Bad Ones é o segundo álbum de estúdio da boy band americana Why Don't We, lançado em 15 de janeiro de 2021 pela Atlantic Records. O álbum é procedido por três singles:  "Fallin' (Adrenaline)", "Lotus Inn" e "Slow Down".

## Singles
"Fallin' (Adrenaline)" foi lançada como o primeiro single do álbum em 29 de setembro de 2020. A canção alcançou o número 37 na Billboard Hot 100 dos Estados Unidos. "Lotus Inn" foi lançada como o segundo single do álbum em 4 de dezembro de 2020. "Slow Down" foi lançada como o terceiro single do álbum em 18 de dezembro de 2020.

## Lista de faixas
| The Good Times and the Bad Ones – Edição Padrão |                        | |                             |         |  |
| N.º                                             | Título                 | Compositor(es) | Produtor(es)                | Duração |  |
| 1.                                              | "Fallin' (Adrenaline)" | Guy-Manuel de Homem-Christo Corbyn Besson Cydel Young Daniel Seavey Derrick Watkins Elon Rutberg Jonah Marais Kanye West Malik Jones Michael Dean Noah Goldstein Sakiya Sandifer Thomas Bangalter Wasalu Jaco | Daniel Seavey Jaycen Joshua | 3:36    |  |
| 2.                                              | "Slow Down"            | Billy Corgan Besson Seavey Marais | Seavey Joshua               | 3:08    |  |
| 3.                                              | "Lotus Inn"            | Seavey Marais | Seavey Joshua               | 3:15    |  |
| 4.                                              | "Be Myself"            | Seavey | Seavey Joshua               | 3:33    |  |
| 5.                                              | "Love Song"            | Seavey | Seavey Joshua               | 2:31    |  |
| 6.                                              | "Grey"                 | Seavey Marais | Seavey Joshua               | 4:37    |  |
| 7.                                              | "For You"              | Besson Seavey Marais | Skrillex                    | 3:22    |  |
| 8.                                              | "I'll Be Okay"         | Seavey Marais |                             | 3:22    |  |
| 9.                                              | "Look at Me"           | Besson Seavey Avery Marais |                             | 1:57    |  |
| 10.                                             | "Stay"                 | Seavey Marais |                             | 2:47    |  |
| Duração total:                                  | Duração total:         | Duração total: | Duração total:              | 32:12   |  |

| Faixas bônus de edição japonesa |                                             | |                |         |  |
| N.º                             | Título                                      | Compositor(es) | Produtor(es)   | Duração |  |
| 11.                             | "Fallin' (Adrenaline)" (Remix de Goldhouse) | Guy-Manuel de Homem-Christo Besson Young Seavey Watkins Rutberg Marais Kanye West Jones Dean Goldstein Sandifer Bangalter Jaco | Seavey Joshua  | 3:46    |  |
| 12.                             | "Fallin' (Adrenaline)" (Ao vivo)            | Guy-Manuel de Homem-Christo Besson Young Seavey Watkins Rutberg Marais Kanye West Jones Dean Goldstein Sandifer Bangalter Jaco | Seavey Joshua  | 3:38    |  |
| 13.                             | "Fallin' (Adrenaline)" (Acústico)           | Guy-Manuel de Homem-Christo Besson Young Seavey Watkins Rutberg Marais Kanye West Jones Dean Goldstein Sandifer Bangalter Jaco | Seavey Joshua  | 3:36    |  |
| Duração total:                  | Duração total:                              | Duração total: | Duração total: | 43:17   |  |

## Posições nas tabelas musicais
| Tabela musical (2021)               | Melhor posição |
| ----------------------------------- | -------------- |
| Alemanha (GfK Entertainment Charts) | 17             |
| Austrália (ARIA)                    | 2              |
| Bélgica (Ultratop de Flandres)      | 18             |
| Canadá (Billboard Canadian Albums)  | 19             |
| Estados Unidos (Billboard 200)      | 3              |
| Irlanda (OCC)                       | 5              |
| Nova Zelândia (RMNZ)                | 12             |
| Países Baixos (MegaCharts)          | 16             |
| Reino Unido (UK Albums Chart)       | 5              |
| Suíça (Schweizer Hitparade)         | 10             |

## Históricos de lançamentos
| Região | Data                  | Formato(s)                            | Gravadora | Ref.                |
| ------ | --------------------- | ------------------------------------- | --------- | ------------------- |
| Várias | 15 de janeiro de 2021 | CD streaming download digital cassete | Atlantic  | [ 18 ] [ 6 ] [ 19 ] |